# Cheirogaleus
Cheirogaleus és un gènere de lèmurs de la família dels quirogalèids. Com totes les espècies de lèmurs, els lèmurs nans d'aquest gènere són endèmics de Madagascar.

## Taxonomia
- C. andysabini
- C. crossleyi
- C. grovesi
- C. lavasoensis
- C. major
- C. medius
- C. minusculus
- C. shethi
- C. sibreei